# Торос (принц Киликийской Армении)
Торос Хетумид или Торос Хетумян (1244 - 24 августа 1266) — принц Киликийского армянского царства. Происходил  из царского рода Хетумидов (Хетумян). Сын короля Хетума I и  королевы Забел.

## Биография
Торос происходит из армянской царской династии  Хетумидов (Хетумян). Родился в 1244 году, в семье короля Киликийского армянского царства Хетума I и королевы Забел. Во время вторжения египетских мамлюков, со своим братом Левоном III (позже известном как король Левон II) и дядей Смбатом Спарапетом, возглавил войска вышедшие на встречу захватчикам. В состоявшемся 24 августа 1266 года сражении принц Торос погиб, а его брат попал в плен.